# Loxura atymnus
Loxura atymnus är en fjärilsart som beskrevs av Pieter Cramer 1782. Loxura atymnus ingår i släktet Loxura och familjen juvelvingar. Inga underarter finns listade i Catalogue of Life.

## Bildgalleri

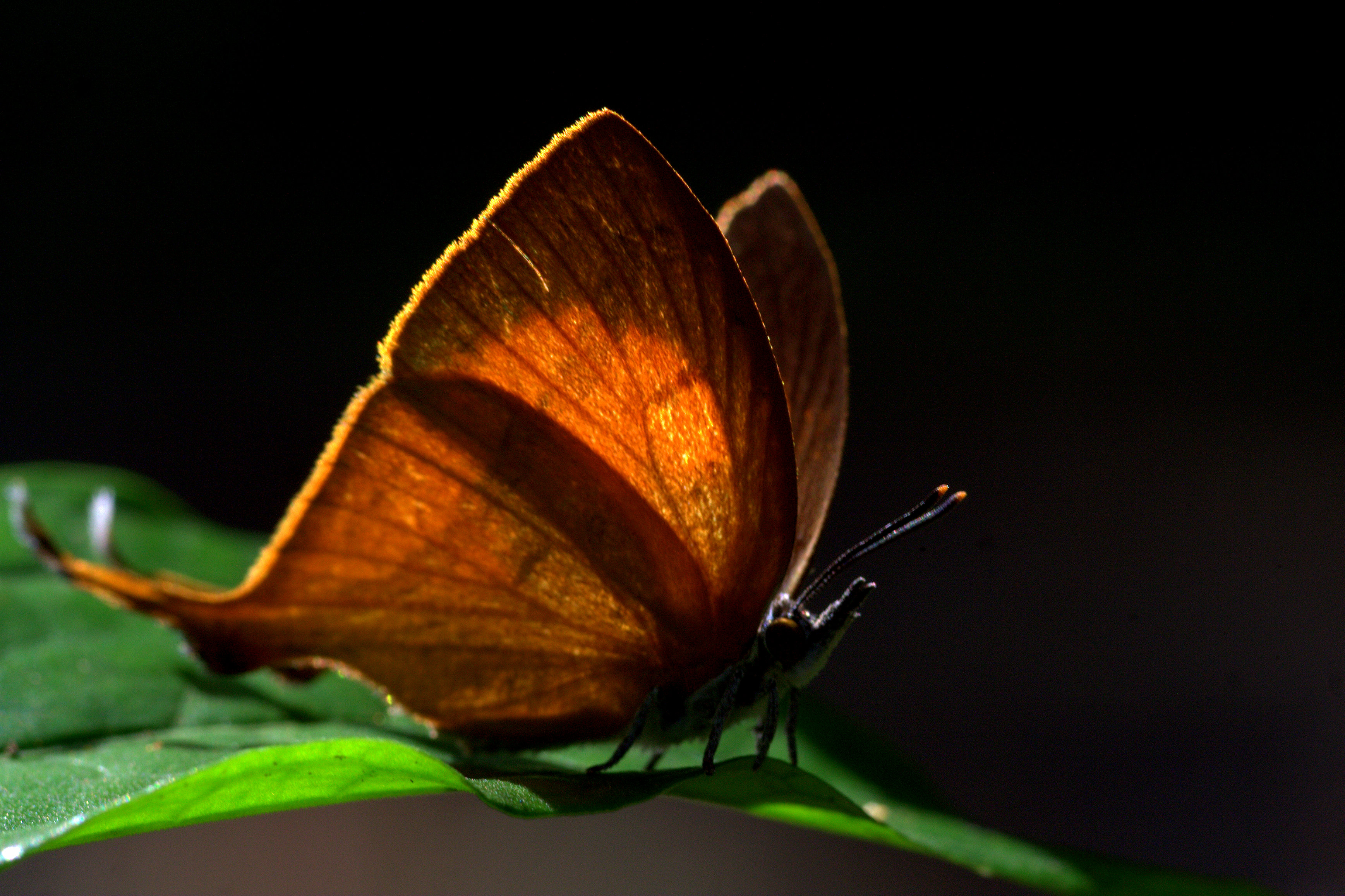
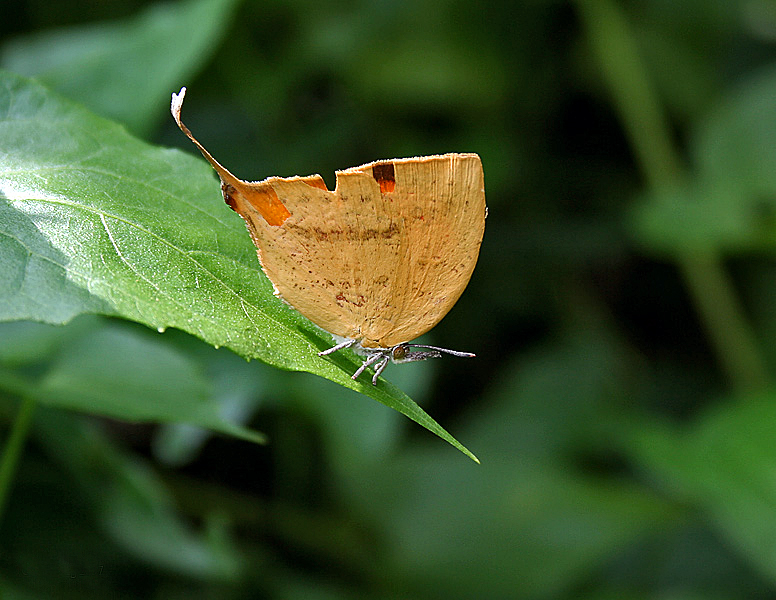
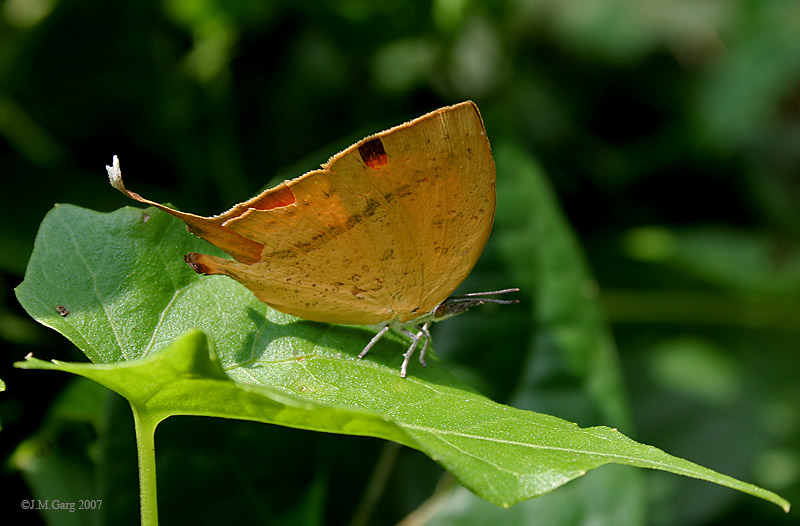
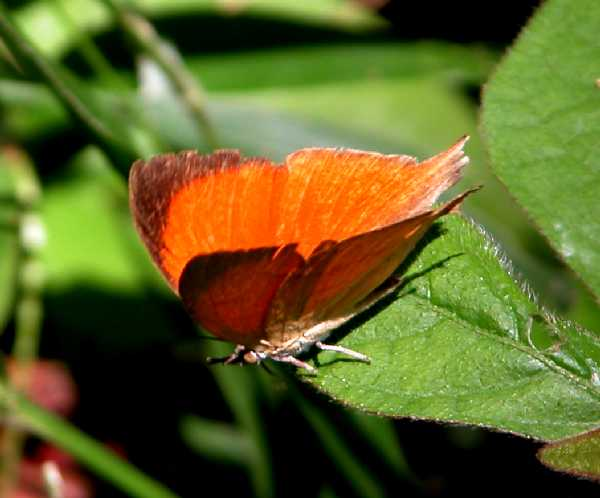
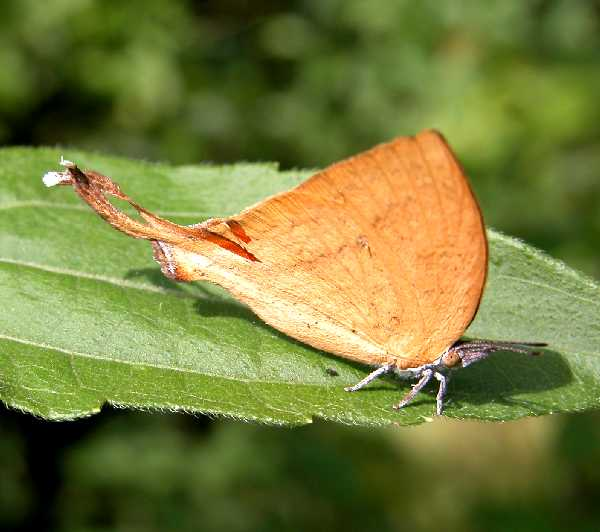
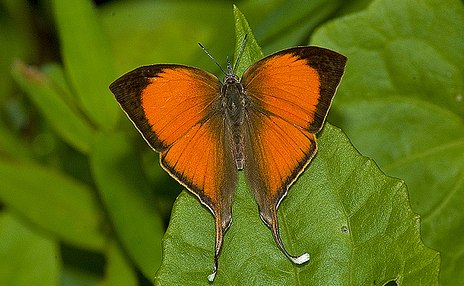
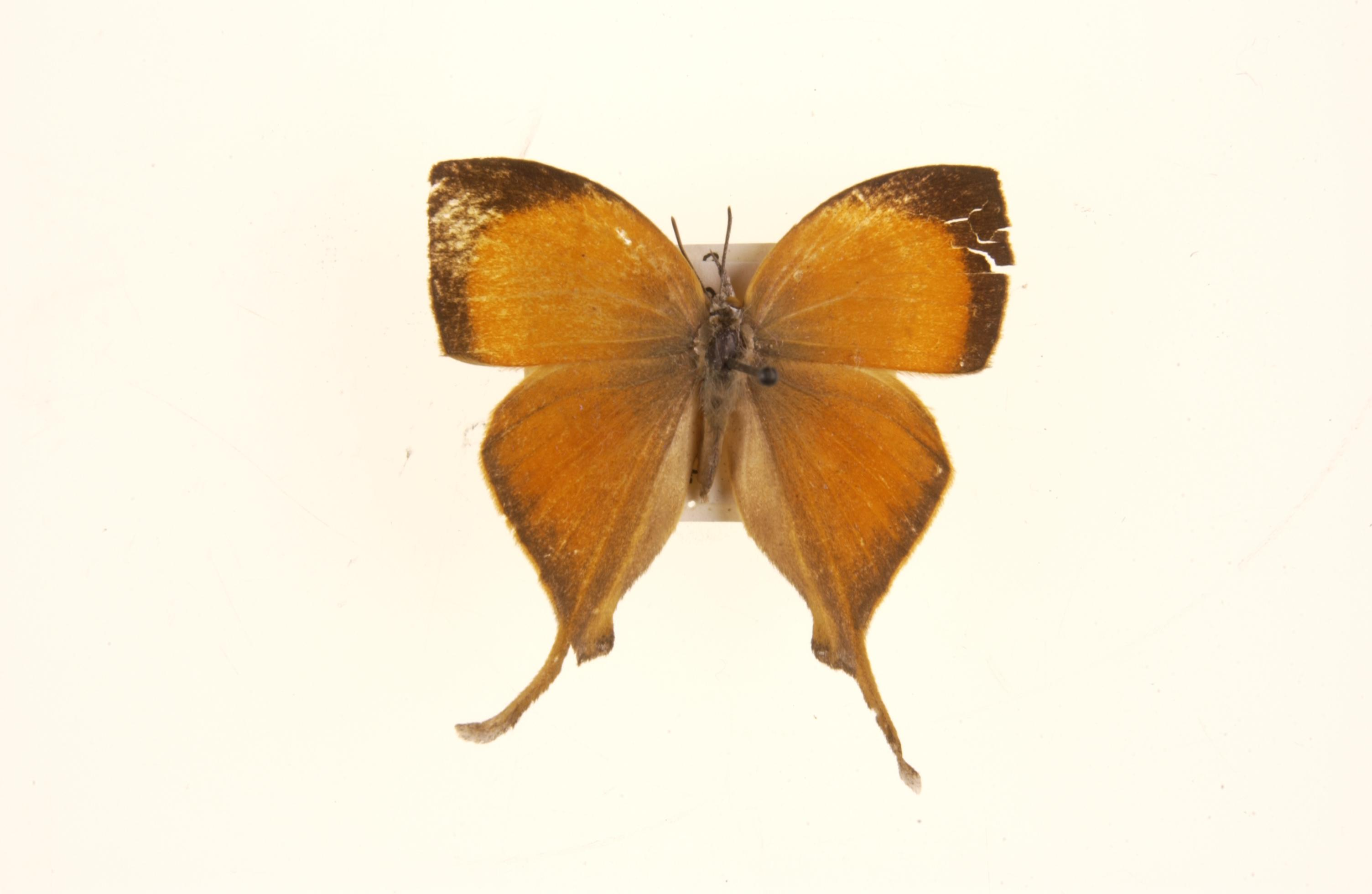